# Shei xian ai shang ta de
Shei xian ai shang ta de (chinês: 誰先愛上他的; bra: Querido Ex) é um filme taiwanês de comédia dramática de 2018 codirigido por Mag Hsu e Hsu Chih-yen. É estrelado por Roy Chiu, Hsieh Ying-xuan, Spark Chen e Joseph Huang. O filme recebeu críticas geralmente positivas dos críticos e foi selecionado como o representante taiwanês para o Melhor Filme Internacional no Oscar 2020, mas não foi indicado.

## Sinopse
Um adolescente, Song Cheng-xi (Huang), fica preso no meio de uma amarga rivalidade entre sua mãe (Hsieh) e um homem de espírito livre (Chiu), que é amante e beneficiário do seguro do pai recentemente falecido de Song (Chen).

## Elenco
- Roy Chiu como Jay
- Hsieh Ying-xuan como Liu San-lian
- Spark Chen como Song Zheng-yuan
- Joseph Huang como Song Cheng-xi
- Wanfang como consultora
- Allen Kao como mãe de Jay
- Yang Li-yin como irmã de San-lian
- Liang Cheng-chun como gerente de palco
- Wu Ting-chien como diretor

## Prêmios e indicações
| Associações                                    | Categoria                       | Nomeações                      | Resultado |
| ---------------------------------------------- | ------------------------------- | ------------------------------ | --------- |
| 3rd International Film Festival & Awards Macao | Melhor Filme                    | Shei xian ai shang ta de       | Indicado  |
| Mi Ying Spirit Movie Award                     | Melhor Filme                    | Shei xian ai shang ta de       | Indicado  |
| 20th Taipei Film Awards                        | Melhor Longa-metragem           | Shei xian ai shang ta de       | Venceu    |
| 20th Taipei Film Awards                        | Melhor Ator Principal           | Roy Chiu                       | Venceu    |
| 20th Taipei Film Awards                        | Melhor Atriz Principal          | Hsieh Ying-xuan                | Venceu    |
| 20th Taipei Film Awards                        | Prêmio de Imprensa              | Shei xian ai shang ta de       | Venceu    |
| 55th Golden Horse Awards                       | Melhor Longa-metragem           | Shei xian ai shang ta de       | Indicado  |
| 55th Golden Horse Awards                       | Melhor Ator Principal           | Roy Chiu                       | Indicado  |
| 55th Golden Horse Awards                       | Melhor Atriz Principal          | Hsieh Ying-xuan                | Venceu    |
| 55th Golden Horse Awards                       | Melhor Novo Intérprete          | Joseph Huang                   | Indicado  |
| 55th Golden Horse Awards                       | Melhor Novo Diretor             | Mag Hsu e Hsu Chih-yen         | Indicados |
| 55th Golden Horse Awards                       | Melhor Roteiro Original         | Lu Shih-yuan e Mag Hsu         | Indicados |
| 55th Golden Horse Awards                       | Melhor Canção Original de Filme | Lee Ying-hung (música de Bali) | Venceu    |
| 55th Golden Horse Awards                       | Melhor Edição de Filme          | Lei Cheng-ching                | Venceu    |
| 10th To Ten Chinese Films Festival             | Excelente Filme                 | Shei xian ai shang ta de       | Venceu    |
| 10th To Ten Chinese Films Festival             | Melhor Ator Principal           | Roy Chiu                       | Indicado  |
| 10th To Ten Chinese Films Festival             | Melhor Atriz Principal          | Hsieh Ying-xuan                | Indicada  |
| 19th Chinese Film Media Awards                 | Melhor Ator Principal           | Roy Chiu                       | Indicado  |
| 19th Chinese Film Media Awards                 | Melhor Atriz Principal          | Hsieh Ying-xuan                | Indicado  |
| 19th Chinese Film Media Awards                 | Melhor Novo Diretor             | Mag Hsu e Hsu Chih-yen         | Indicados |